# ENTSO-E
L'ENTSO-E (acronimo di European Network of Transmission System Operators for Electricity) è un'associazione di 40 gestori dei sistemi di trasmissione dell'energia elettrica (TSO) di 36 paesi in tutta Europa, estendendosi quindi oltre i confini dell'UE. L'associazione è stata istituita e ha ricevuto mandati legali dal terzo pacchetto dell'UE per il mercato interno dell'energia nel 2009, che mira a liberalizzare ulteriormente i mercati del gas e dell'elettricità nell'UE.

## Storia
Il 27 giugno 2008, 36 gestori dei sistemi di trasmissione dell'elettricità (TSO) europei firmarono a Praga una dichiarazione d'intenti per la creazione dell'ENTSO-E. L'associazione è stata fondata il 19 dicembre 2008 a Bruxelles da 42 gestori dei sistemi di trasmissione dell'energia elettrica come successore di sei associazioni regionali ed è diventata operativa il 1º luglio 2009. Le ex associazioni ETSO, ATSOI, UKTSOA, NORDEL, UCTE e BALTSO sono diventate parte dell'ENTSO-E, pur continuando a offrire i dati dei loro predecessori per l'interesse pubblico.
La creazione fu avviata con l'adozione del terzo pacchetto legislativo dell'Unione Europea sui mercati del gas e dell'elettricità. Nel 2003, la Commissione europea condusse un’indagine settoriale sulla concorrenza nel mercato dell’elettricità in sei paesi europei. Esaminando la concorrenza in questi paesi, si notò che l'integrazione tra i mercati degli Stati membri era ancora insufficiente. Inoltre, fu attestata l’assenza di informazioni di mercato disponibili in modo trasparente. Di conseguenza, nel settembre 2007 la Commissione europea adottò il terzo pacchetto legislativo sui mercati del gas e dell’elettricità dell’UE.

## Obiettivi
La missione principale è garantire la sicurezza del sistema elettrico interconnesso in ogni momento a livello paneuropeo e il funzionamento e lo sviluppo dei mercati elettrici europei, favorendo l'integrazione dell'elettricità generata da fonti energetiche rinnovabili e delle tecnologie emergenti.

## Membri
I TSO sono responsabili della trasmissione di energia elettrica sulle principali reti elettriche in alta tensione e garantiscono l'accesso alla rete ai partecipanti del mercato elettrico (ossia società di produzione, commercianti, fornitori, distributori e clienti direttamente collegati) secondo regole non discriminatorie e trasparenti. In molti Paesi, i gestori dei sistemi di trasmissione sono responsabili anche dello sviluppo dell'infrastruttura di rete. I TSO nel mercato interno dell’elettricità dell’Unione europea sono entità che operano in modo indipendente dagli altri attori del mercato elettrico.
A dicembre 2024 comprendeva 40 TSO membri provenienti da 36 paesi. A causa della Brexit i tre gestori con sede in Gran Bretagna ne sono usciti mentre SONI dell'Irlanda del Nord è rimasto membro.
I membri sono i seguenti:
- Albania: Operatori i Sistemit të Transmetimit (OST)
- Austria: Austrian Power Grid (APG), Vorarlberger Übertragungsnetz
- Belgio: Elia Transmission Belgium
- Bosnia ed Erzegovina: Nezavisni operator sistema u Bosni i Hercegovini (NOSBiH)
- Bulgaria: Electroenergien Sistemen Operator (ESO)
- Cipro: Diacheiristīs Systīmatos Metaforas Kyprou (DSMK)
- Croazia: Hrvatski operator prijenosnog sustava (HOPS)
- Rep. Ceca: ČEPS
- Danimarca: Energinet
- Estonia: Elering
- Finlandia: Fingrid
- Francia: Réseau de Transport d'Electricité (RTE)
- Germania: TransnetBW, Amprion, 50Hertz, TenneT
- Grecia: Anexartītos Diacheiristīs Metaforas Īlektrikīs Energeias (ADMĪE)
- Islanda: Landsnet
- Irlanda: EirGrid
- Italia: Terna
- Lettonia: Augstsprieguma tīkls
- Lituania: Litgrid
- Lussemburgo: Creos Luxembourg
- Macedonia del Nord: Makedonski elektroprenosen sistem operator (MEPSO)
- Montenegro: Crnogorski elektroprenosni sistem (CGES)
- Norvegia: Statnett
- Paesi Bassi: TenneT
- Polonia: Polskie Sieci Elektroenergetyczne (PSE)
- Portogallo: Rede Eléctrica Nacional (REN)
- Regno Unito: System Operator for Northern Ireland (SONI),
- Romania: Transelectrica
- Serbia: Elektromreža Srbije (EMS)
- Slovacchia: Slovenská elektrizačná prenosová sústava (SEPS)
- Slovenia: ELES
- Spagna: Red Eléctrica de España (REE)
- Svezia: Svenska Kraftnät
- Svizzera: Swissgrid
- Ungheria: Magyar Villamosenergia-ipari Átviteli Rendszerirányító (MAVIR)
- Ucraina: Ukrenergo

## Area geografica

Mappa dell'estensione

L'area geografica coperta dai TSO membri è suddivisa in quattro aree sincrone e due sistemi isolati (Cipro e Islanda). Le aree sincrone sono gruppi di paesi collegati tramite i rispettivi sistemi elettrici. La frequenza di rete (50 Hz, con deviazioni solitamente molto piccole) è sincrona all'interno di ciascuna area e una perturbazione in un singolo punto dell'area verrà registrata nell'intera zona. Le singole aree sincrone sono interconnesse tramite interconnessioni in corrente continua.
I vantaggi delle aree sincrone includono la condivisione delle capacità di generazione, la fornitura comune di riserve, entrambe con conseguenti risparmi sui costi, e l'assistenza reciproca in caso di malfunzionamenti, con conseguenti costi di riserva dell'energia più bassi (ad esempio in caso di disturbi o interruzioni).

## Base giuridica
Il terzo pacchetto energia e il regolamento (CE) n. 714/2009 sulle condizioni di accesso alla rete per gli scambi transfrontalieri di energia elettrica stabiliscono i compiti e le responsabilità dell'ENTSO-E. Il regolamento (UE) n. 347/2013 definisce i progetti europei di interesse comune (PCI) e individua il piano decennale di sviluppo della rete (TYNDP) come base per la selezione dei PCI. L’ENTSO-E è inoltre incaricato di sviluppare una metodologia costi-benefici corrispondente per la valutazione dei progetti di infrastrutture di trasmissione.
Il Regolamento (UE) n. 543/2013 rende obbligatorio l'invio da parte degli stati membri all'ENTSO-E di informazioni fondamentali relative alla produzione di elettricità, alla domanda, alla trasmissione, al bilanciamento, alle interruzioni e alla gestione della congestione per la pubblicazione tramite la piattaforma di trasparenza dell'associazione.

## Attività

### Pianificazione e analisi costi-benefici della rete di trasmissione paneuropea
Il piano decennale di sviluppo della rete (TYNDP) è redatto in stretta collaborazione con le parti interessate, sotto l'esame dell'ACER e viene infine adottato dalla Commissione europea. Si tratta dell'unico piano di sviluppo della rete paneuropea esistente. È la base per la selezione dei progetti di interesse comune (PCI) dell'UE. L'elenco dei PCI non è stabilito dall'ENTSO-E ed è soggetto a un processo diverso condotto dalla Commissione europea e dagli Stati membri dell'UE.
Il TYNDP viene aggiornato ogni due anni. Per essere incluso nel TYNDP, ogni progetto, sia di trasmissione che di stoccaggio, deve essere sottoposto a un'analisi costi-benefici. La metodologia di analisi dei benefici è sviluppata in consultazione con le parti interessate e adottata dalla Commissione europea. I progetti vengono valutati in base a criteri socio-economici e ambientali.

### Prospettive di adeguatezza
L’ENTSO-E pubblica le prospettive di adeguatezza estiva e invernale, nonché una valutazione di adeguatezza delle risorse a medio termine, la valutazione europea dell’adeguatezza delle risorse (ERAA). Le prospettive stagionali valutano se la produzione di energia sia sufficiente a coprire la domanda e mettono in evidenza le possibilità che i paesi limitrofi contribuiscano all'equilibrio tra produzione e domanda in situazioni critiche in un paese specifico. L'ERAA analizza l'adeguatezza delle risorse per il decennio a venire, tenendo conto delle decisioni in materia di investimenti e dismissioni.

### Codici di rete
I codici di rete dell'ENTSO-E sono norme paneuropee vincolanti redatte in consultazione con le parti interessate e con la consulenza dell'ACER. I codici di rete sono raggruppati in tre aree:
- codici di connessione riguardanti le connessioni dei generatori di elettricità, dei carichi e delle linee in corrente continua alle reti di trasmissione;
- codici operativi che disciplinano il funzionamento dei sistemi elettrici paneuropei;
- codici di mercato che facilitino e armonizzino il commercio dell'elettricità attraverso i confini europei.[11][21]

Dopo il parere e la raccomandazione per l'adozione dell'ACER, ogni codice viene sottoposto alla Commissione europea per l'approvazione attraverso il processo di comitatologia, vale a dire, per essere votato dai rappresentanti degli Stati membri e diventare così legge dell'UE, direttamente vincolante e attuato in tutti gli Stati membri.

### Piattaforma di Trasparenza (TP)
La piattaforma centrale per la trasparenza delle informazioni fornisce libero accesso ai dati e alle informazioni fondamentali sulla generazione, trasmissione e consumo di energia all'ingrosso a livello paneuropeo.

### Ricerca, sviluppo e innovazione (RDI)
La roadmap di ricerca e sviluppo dell'ENTSO-E fornisce la visione sui progetti di rete che devono essere realizzati dai TSO per soddisfare gli obiettivi dell'Unione Europea. La tabella di marcia è supportata dal piano annuale di attuazione, che combina sia approcci top-down che bottom-up per soddisfare i requisiti. L’ENTSO-E pubblica annualmente un rapporto di monitoraggio che valuta i progressi dei lavori.

## Governo
L'ENTSO-E è un'associazione internazionale senza scopo di lucro (AISBL) costituita secondo la legge belga ed è finanziato dai suoi membri. I TSO contribuiscono al bilancio in base al numero dei Paesi e della popolazione servita.
L'organo supremo è l'assemblea, composta dai rappresentanti a livello di CEO di tutti i membri. Il Consiglio direttivo viene eletto ogni due anni tra i soci e tramite l'assemblea e comprende 12 rappresentanti.